# Jason Ferguson
Jason Ferguson (Mansfield, 31 maggio 1969) è un giocatore di snooker inglese.

## Carriera
Jason Ferguson è diventato professionista nel 1990.
Non è mai diventato un grande giocatore, il suo miglior risultato è stato il 3º turno raggiunto in vari tornei mentre il suo miglior Ranking (28°) lo ha raggiunto nella stagione 1994-1995.
Nel 1998 Ferguson viene eletto insieme a Steve Davis e Dennis Taylor nel consiglio amministrativo della World Professional Billiards and Snooker Association, di cui è diventato poi presidente nel 2010.